# Bisdom União da Vitória
Het bisdom União da Vitória (Latijn: Dioecesis Unionensis a Victoria) is een rooms-katholiek bisdom met als zetel União da Vitória, in Brazilië. Het bisdom is suffragaan aan het aartsbisdom Curitiba.

## Geschiedenis
Het bisdom werd opgericht op 3 december 1976, uit delen van de bisdommen Guarapuava, Ponta Grossa en het aartsbisdom Curitiba.

## Parochies
Het bisdom had in 2020 een oppervlakte van 10.000 km2 en telde 231.377 inwoners waarvan 86,1% rooms-katholiek was.

## Bisschoppen
- Walter Michael Ebejer (3 december 1976 - 3 januari 2007)
- João Bosco Barbosa de Sousa (3 januari 2007 - 16 april 2014)
- Agenor Girardi (6 mei 2015 - 8 februari 2018)
- Walter Jorge Pinto (9 januari 2019 - heden)

Curitiba (aartsbisdom) · Guarapuava · Paranaguá · Ponta Grossa · São José dos Pinhais · União da Vitória